# Mtwara (stad)
Mtwara is een stad in het zuidoosten van Tanzania. Het is de hoofdstad van het district en van de regio Mtwara. Mtwara is een havenstad aan de Indische Oceaan en had anno 2012 ongeveer 100.626 inwoners. Het ligt ongeveer 30 kilometer ten noorden van de grens met Mozambique, bij de monding van de rivier de Rovuma in de Indische Oceaan.
Sinds 1972 is Mtwara de zetel van een rooms-katholiek bisdom.